# Горе на черешата
„Горе на черешата“ е български игрален филм (детски, драма, семеен) от 1984 година на режисьора Мариана Евстатиева-Биолчева, по сценарий на Рада Москова. Оператор е Атанас Тасев.

## Състав

### Актьорски състав
| Роля                          | Изпълнител                                          |
| ----------------------------- | --------------------------------------------------- |
| Веселин /Лин/                 | Веселин Прахов                                      |
| Антон /Тони/                  | Тодор Трънкаров                                     |
| Димитрина /Ина/               | Цветанка Узунова                                    |
| Емил                          | Емил Димитров                                       |
| Цигуларят                     | Заслужил артист Минчо Минчев                        |
| Пешев                         | Народен артист Константин Коцев                     |
| Баба Чечка                    | Заслужила артистка Люба Алексиева                   |
| Мария Пейчева, майката на Лин | Росица Григорова                                    |
| Любо Пейчев, бащата на Лин    | Любен Чаталов                                       |
| Бащата на Тони                | Антон Горчев                                        |
| Майката на Емил               | Добринка Станкова                                   |
| Майката на Ина                | Елена Райнова                                       |
| Търговец на кучета            | Павел Поппандов (не е посочен в надписите на филма) |
| Милиционера                   | Васил Банов (не е посочен в надписите на филма)     |

### Творчески и технически екип
| Сценарий             | Рада Москова                                                                                         |
| Режисьор             | Мариана Евстатиева-Биолчева                                                                          |
| Оператор             | Атанас Тасев                                                                                         |
| Художник             | Владимир Лекарски                                                                                    |
| Звукорежисьор        | Моис Мандил                                                                                          |
| Монтаж               | Мадлена Дякова                                                                                       |
| Редактор             | Вася Раева                                                                                           |
| Музика               | изпълнява се от Заслужил артист Минчо Минчев                                                         |
| Музикално оформление | Яна Пипкова                                                                                          |
| Втори режисьор       | Лиляна Дикова                                                                                        |
| Асистент-режисьори   | Иванка Хлебарова Снежана Тасева                                                                      |
| Втори оператор       | Иван Иванов                                                                                          |
| Асистент-оператори   | Мирчо Борисов Румен Дертлиев Тодор Каменов                                                           |
| Грим                 | Володя Димитров                                                                                      |
| Втори художници      | Калин Савов Антония Ничева                                                                           |
| Фотограф             | Емил Хвърлев                                                                                         |
| Организатори         | Руси Люкцанов Ангел Митев Вера Петрова                                                               |
| Реквизит             | Мария Стоименова Гарабед Гарабедян                                                                   |
| Гардероб             | Фани Дадова                                                                                          |
| Осветление           | Георги Михайлов                                                                                      |
| Декори               | Николай Борисов Петко Сакаджийски                                                                    |
| Кран                 | Георги Гогов                                                                                         |
| Асистенти по монтажа | Евгения Тасева Аракси Мухибян                                                                        |
| Асистенти по звука   | Мъгърдич Инджеян Атанас Янчев                                                                        |
| Директор             | Христо Йоцов                                                                                         |
| Distributed by       | БЪЛГАРСКА КИНЕМАТОГРАФИЯ Студия за игрални филми „БОЯНА“ Втори творчески колектив /Copyright © 1984/ |